# Dwerghaarmuts
Dwerghaarmuts (Orthotrichum pumilum) is een soort uit het geslacht haarmuts (Orthotrichum). De zeer kleine planten hebben, met nauwelijks overdekte huidmondjes, breed lancetvormige bladen, grote bladcellen en glasspitsjes aan de bladtoppen.

## Determinatie
Dwerghaarmuts groeit in kleine, ongeveer 0,5 centimeter hoge, vaak donkergroene kussens. De bladeren liggen droog tegen de stengel aan, staan vochtig rechtop of hangen af, en zijn tot 3 millimeter lang, eivormig-lansetvormig, geleidelijk scherp toegespitst, soms met stekelpuntjes of iets stomp. Het breedste deel van de bladeren bevindt zich in het midden of net onder het midden van het blad. De bladranden zijn breed naar achteren opgerold, de nerven eindigen voor de bladtop. De cellen aan de basis van het blad zijn doorzichtig, naast de nerven rechthoekig en aan de randen bijna vierkant. In het bovenste deel van het blad zijn ze rondachtig-zeshoekig, ongeveer 12 tot 18 micrometer groot, en bijna glad of papillose met één of twee lage papillen.
Sporofyten komen regelmatig voor. Het langwerpige tot cilindrische sporenkapsel is meer of minder ingegraven in de bladeren of licht omhoog gedrukt. De urn is droog sterk gegroefd en versmald onder de mond. De spaltopeningen van de kapselwand zijn cryptopoor (ingegraven). De kegel- of klokvormige calyptra is kaal of heeft weinig haren. De vaginula (huls rond de sporogoonvoet) is kaal. Het dubbele peristoom bestaat uit de buitenste acht fijn papillose, droog teruggebogen parendanden en de binnenste acht kortere, gladde uitsteeksels. De sporen zijn wrattig en 14 tot 18 micrometer groot. De sporenrijpheid is van april tot juni. Soms worden klauwvormige broedlichamen gevormd.

## Ecologie
Dwerghaaruts groeit op bomen met een eutrofe schors, zowel op vrijstaande bomen als in open bossen. 

### Syntaxonomie
In de syntaxonomie staat dwerghaarmuts te boek als kensoort voor de boomsterretje-associatie.

## Verspreiding
Wereldwijd komt de soort voornamelijk voor in Europa, de Kaukasus en Noord-Amerika; verdere vondsten zijn bekend uit Oost-China en Noord-Afrika.
In Nederland is de soort zeldzaam.

## Fotogalerij

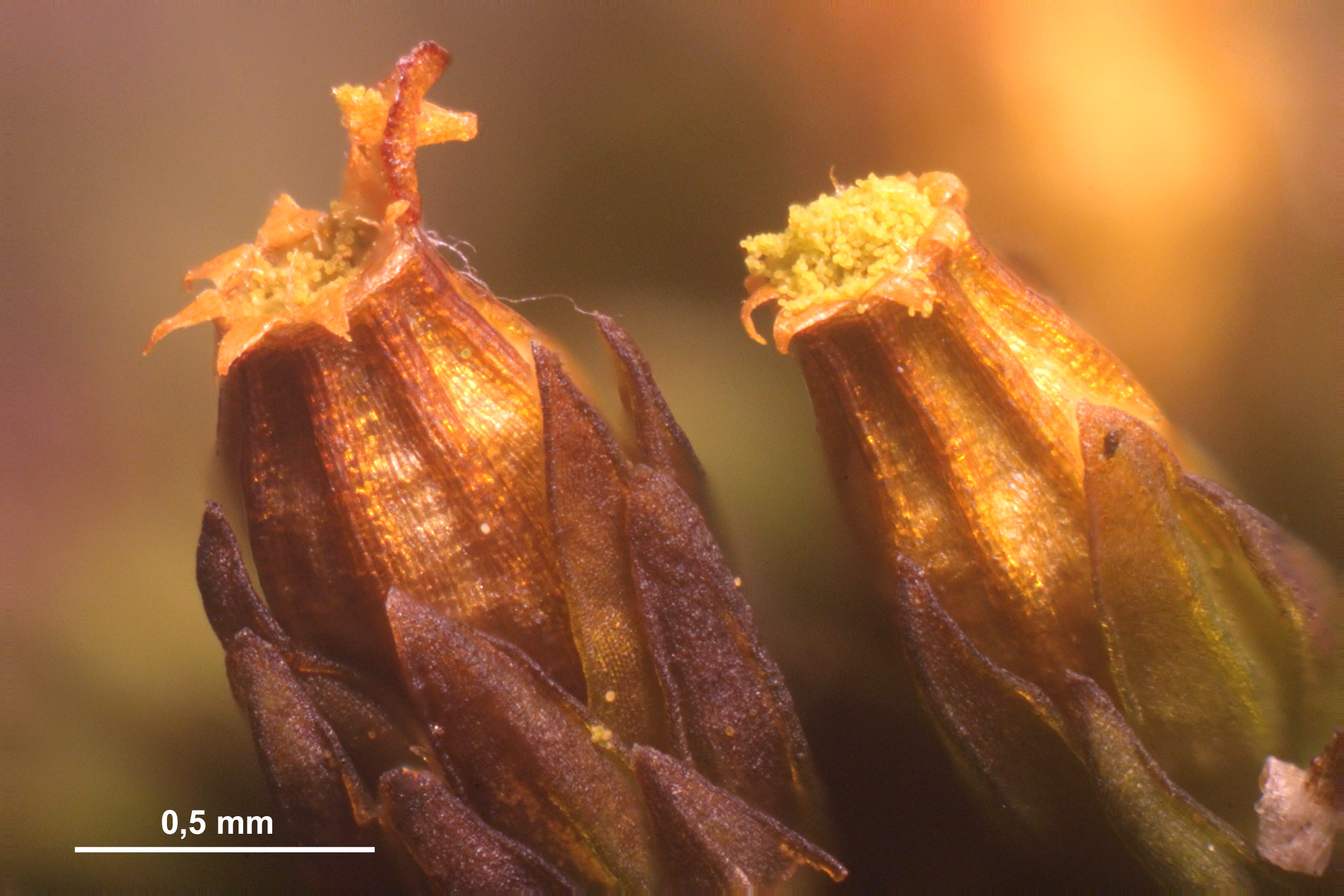
Sporenkapsel
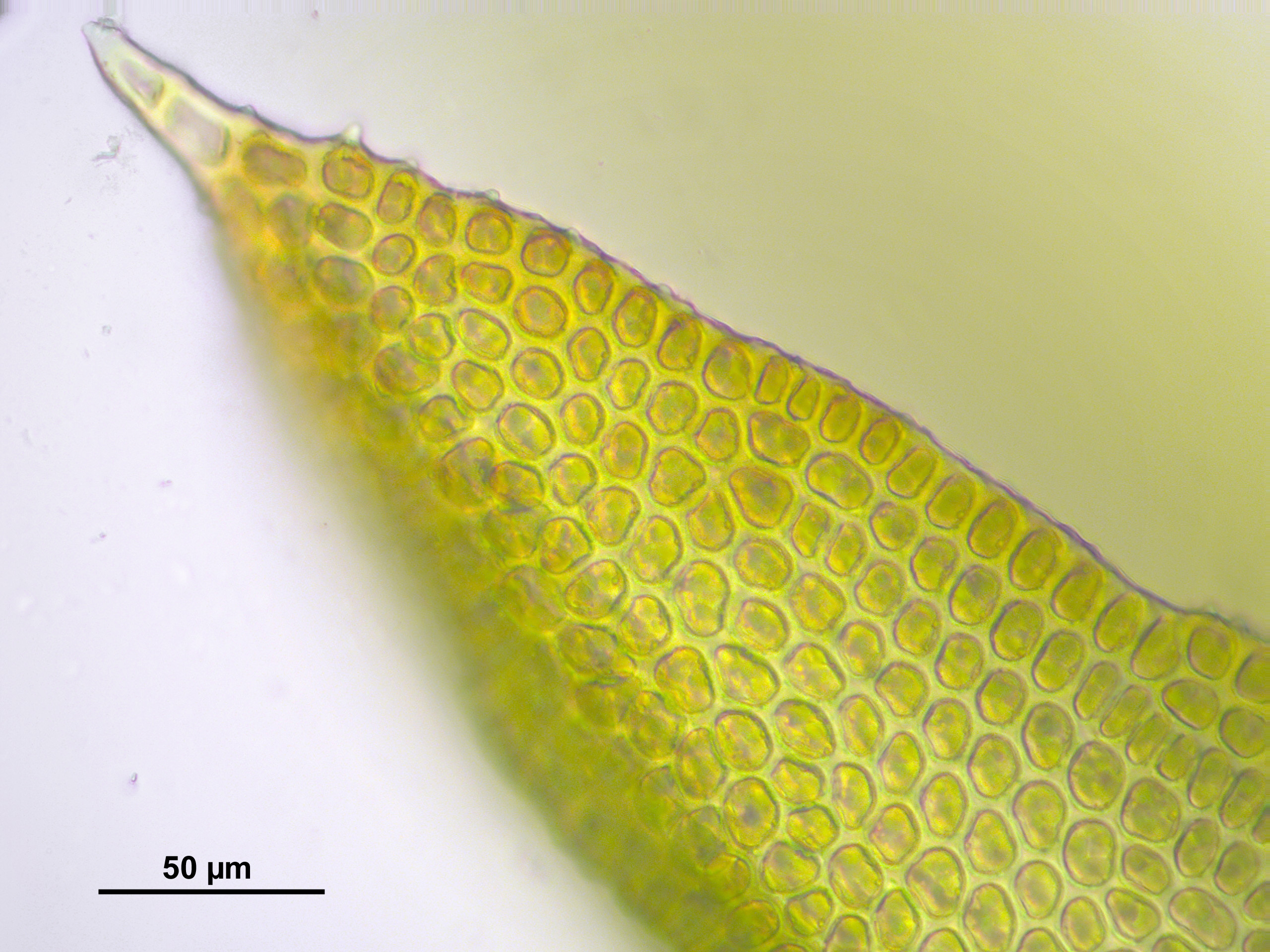
Bladcellen
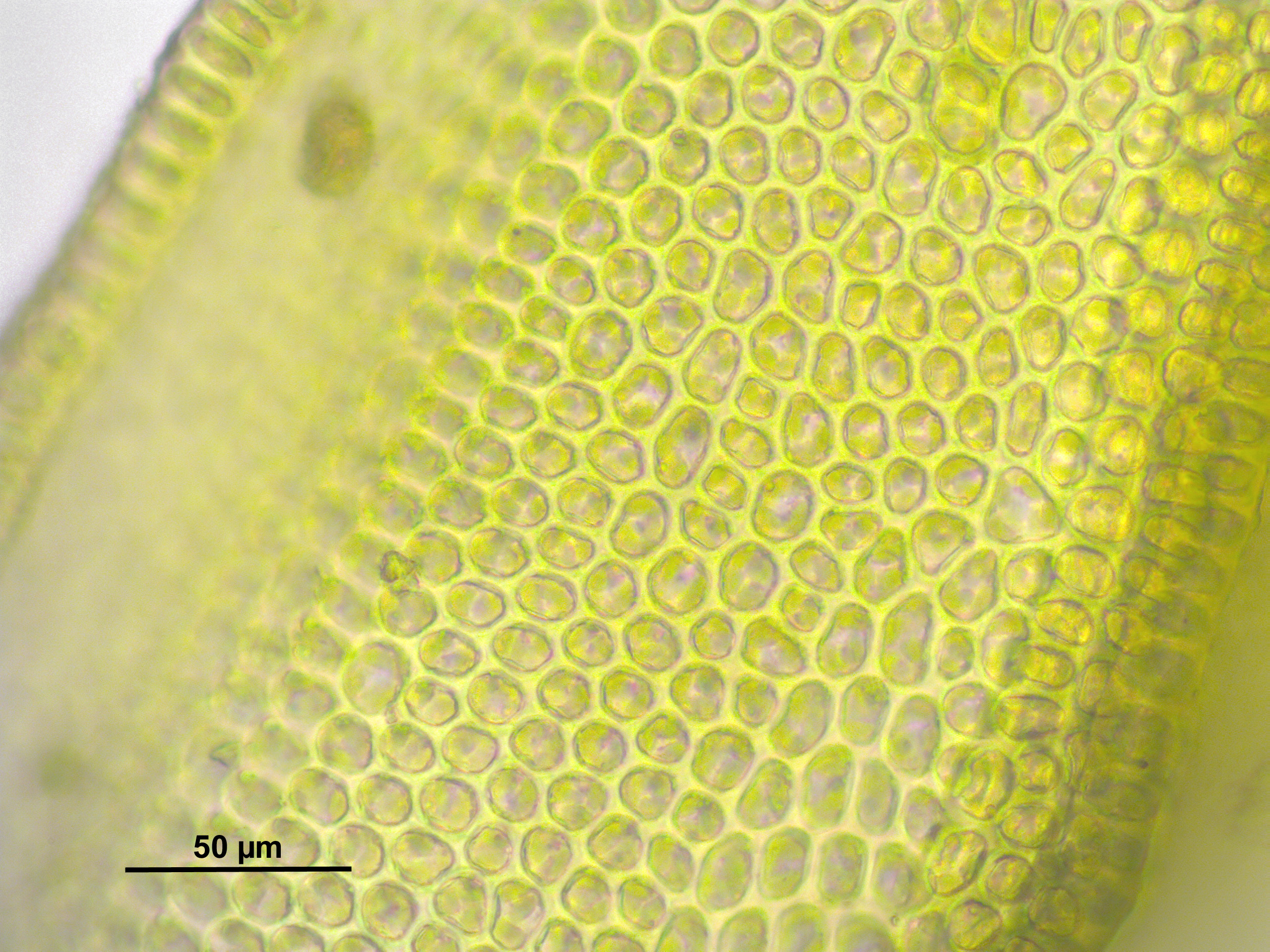
Bladcellen
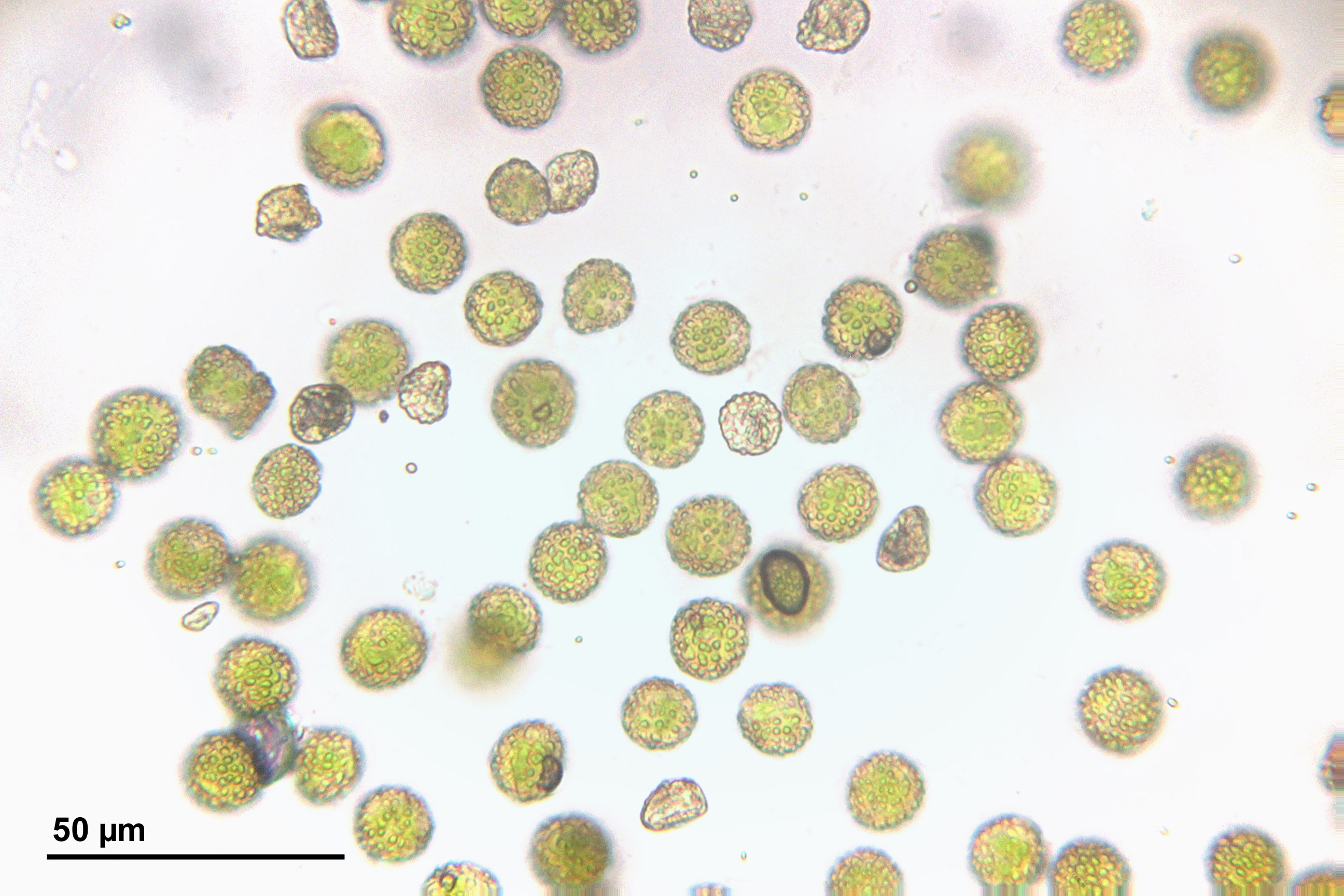
Sporen